# یک زندگی کمتر معمولی
یک زندگی کمتر معمولی (انگلیسی: A Life Less Ordinary) یک فیلم کمدی رمانتیک و کمدی سیاه بریتانیایی محصول ۱۹۹۷ به کارگردانی دنی بویل، نویسندگی جان هاج و با بازی ایوان مک‌گرگور، کامرون دیاز، هالی هانتر، دلروی لیندو، ایان هولم و دن هدایا است. داستان فیلم دربارهٔ دو فرشته (هانتر و لیندو) است که به زمین فرستاده می‌شوند تا کمک کنند یک آدم‌ربای ناراضی (مک‌گرگور) و گروگانش (دیاز) عاشق یکدیگر شوند.
فیلم نقدهای متفاوتی دریافت کرد و در گیشه شکست خورد، و تنها ۱۴٫۶ میلیون دلار در سراسر جهان فروش داشت، در حالی که بودجهٔ ساخت آن ۱۲ میلیون دلار بود.

## داستان
در بهشت، وظیفهٔ فرشته‌ها این است که اطمینان حاصل کنند انسان‌ها روی زمین عشق را پیدا می‌کنند. «گابریل»، رئیس آن‌ها، از بررسی پروندهٔ دو فرشتهٔ همکار، «اُرایلی» و «جکسون»، ناراضی است، چرا که تمام مأموریت‌های اخیر آن‌ها به طلاق یا بدبختی انجامیده است. او یک شرط جدید مطرح می‌کند: اگر زوج بعدی عاشق نشوند و با هم نمانند (که خود گابریل می‌پذیرد این مورد خاص، دشوار است)، این دو فرشته باید برای همیشه روی زمین بمانند.
«سلین ناویل» دختر لوس و جوان یک سرمایه‌دار ثروتمند است و «رابرت لوئیس» سرایدار شرکت پدر اوست. پس از آن‌که رابرت اخراج شده و جایگزینش ربات می‌شود، او غمگین به میخانه می‌رود. دوست‌دخترش «لیلی» نیز به او می‌گوید که قصد دارد با مربی ایروبیکش برود.
به امید آن‌که «خطر مشترک» باعث عشق شود، اورایلی و جکسون خود را به‌عنوان مأموران وصول بدهی جا می‌زنند و وسایل رابرت را توقیف کرده و او را از خانه بیرون می‌اندازند. رابرت با خشم وارد دفتر آقای ناویل می‌شود و پس از گرفتن اسلحه از یک نگهبان، تصمیم می‌گیرد سلین را گروگان بگیرد. او سلین را به کلبه‌ای دورافتاده در جنگل‌های کالیفرنیا می‌برد، اما سلین به‌راحتی از بند رها می‌شود و تصمیم می‌گیرد بماند، هم برای ماجراجویی و هم برای انتقام از پدرش. او پیشنهاد می‌دهد که مبلغ زیادی باج درخواست کنند.
فرشته‌ها این‌بار خود را به‌عنوان شکارچیان جایزه معرفی می‌کنند و با آقای ناویل قرارداد می‌بندند تا سلین را بازگردانند و رابرت را بکشند. تلاش اول رابرت برای دریافت باج شکست می‌خورد، اما سلین او را تشویق می‌کند. آن‌ها به میخانه می‌روند، مست می‌شوند و با هم می‌خوابند. پس از آن، رابرت رؤیایی را برای سلین تعریف می‌کند که در آن، او و سلین در یک مسابقه تلویزیونی هستند و سلین باید تیر را به قلبش شلیک کند.
در تلاش دوم برای گرفتن باج، رابرت نامه‌ای با خون سلین می‌نویسد. آقای ناویل پول را به فرشته‌ها می‌دهد و آن‌ها به محل ملاقات با رابرت در جنگل می‌روند. به ناراحتی‌شان، به نظر می‌رسد رابرت قصد دارد سلین را در ازای پول آزاد کند، اما اورایلی فرارش را متوقف می‌کند.
وقتی اورایلی و سلین کنار ماشین منتظرند، جکسون رابرت را برای کشتن به جنگل می‌برد. پیش از آن‌که موفق شود، سلین اورایلی را با مشت نقش زمین می‌کند، به جنگل می‌دود و جکسون را با بیل بیهوش می‌کند. رابرت و سلین با ماشین فرار می‌کنند، اما اورایلی به آن‌ها حمله می‌کند. برای فرار، رابرت و سلین از ماشین بیرون می‌پرند و ماشین با پول داخلش از پرتگاه سقوط می‌کند.
چون پولی برای خرج ندارند، سلین تصمیم به سرقت بانک می‌گیرد. دزدی طبق نقشه پیش می‌رود تا اینکه نگهبانی به سمت سلین شلیک می‌کند. رابرت خود را جلو می‌اندازد و گلوله به پایش می‌خورد. سلین او را به سرعت نزد «الیوت» دندان‌پزشکی که قبلاً از او خواستگاری کرده بود، می‌برد. کمی بعد، وقتی رابرت به هوش می‌آید، با وحشت می‌بیند که سلین در حال ایفای نقش‌های جنسی با الیوت است. بین آن‌ها درگیری رخ می‌دهد و رابرت الیوت را بیهوش می‌کند. در راه بازگشت، سلین توضیح می‌دهد که فقط به‌خاطر کمک به رابرت با درخواست الیوت موافقت کرده بود. اما رابرت ناراحت می‌شود و از ماشین پیاده می‌شود.
برای آشتی دادن آن‌ها، جکسون شعری عاشقانه با دستخط رابرت می‌نویسد و برای سلین می‌فرستد. سلین با دیدن نامه دل‌باخته می‌شود، نزد رابرت می‌دود و می‌گوید دلش را برده‌است. نقشهٔ فرشته‌ها مؤثر به نظر می‌رسد تا اینکه رابرت می‌گوید که شعر را او ننوشته. سلین تحقیرشده دوباره فرار می‌کند. رابرت دنبالش می‌دود اما دیر می‌رسد: فرشته‌ها که گمان می‌کنند شکست خورده‌اند، برای تحمل زندگی زمینی تصمیم می‌گیرند سلین را برای گرفتن باج بدزدند.
رابرت سلین را تا مخفی‌گاه‌شان دنبال می‌کند. او اورایلی را نقش زمین می‌کند و درگیر جکسون می‌شود، در حالی که عشقش را به سلین ابراز می‌کند. ناگهان «می‌هیو»، خدمتکار آقای ناویل، در را می‌شکند و دو فرشته را با شلیک به سر می‌کشد. ناویل و می‌هیو رابرت و جسد فرشته‌ها را به کلبه می‌برند تا صحنه‌ای جعلی از قتل-خودکشی بسازند.
در بهشت، منشی گابریل از او می‌خواهد دخالت کند. گابریل سرانجام با خدا تماس می‌گیرد. در همین حال، همسایه‌ای سلین را از صندوق عقب آزاد می‌کند. او با اسلحه‌اش به کلبه می‌رود و با پدرش روبه‌رو می‌شود، در حالی که می‌هیو رابرت را تهدید می‌کند. سلین به شانهٔ می‌هیو شلیک می‌کند، اما گلوله در مسیر خود از قلب رابرت نیز می‌گذرد بی‌آن‌که آسیبی به او بزند، درست همان‌گونه که در رؤیایش دیده بود.
کمی بعد، اورایلی و جکسون دوباره زنده می‌شوند. گابریل آن‌ها را برای موفقیت‌شان تحسین می‌کند و دو فرشته در حالی که دست هم را گرفته‌اند به سوی خانه بازمی‌گردند، که نشان می‌دهد آن‌ها نیز به عشق رسیده‌اند. رابرت و سلین چمدان پول را بازیابی می‌کنند و با آن، در قصری در اسکاتلند ساکن می‌شوند، که در تیتراژ پایانی یک پویانمایی نشان داده می‌شود.

## بازیگران
- ایوان مک‌گرگور
- کامرون دیاز
- هالی هانتر
- دلروی لیندو
- ایان هولم
- دن هدایا
- ایان مک‌نیس